# Ada Gobetti
Ada Gobetti, née Ada Prospero à Turin en 1902 et morte dans cette ville en 1968, est une journaliste et femme politique italienne.

## Biographie
Ada Gobetti naît Ada Prospero à Turin en 1902.
Dans sa jeunesse, elle collabore aux revues Energie nuove et Rivoluzione liberale.
En 1923, elle se marie à Piero Gobetti et en 1925, elle est diplômée en philosophie et lettres.
Elle est active dans la Résistance au fascisme.
Elle est la première femme à être nommée adjointe au maire de Turin.
Active dans l'Union des femmes italiennes, elle est la présidente de sa section à Turin.
En 1959, elle fonde le Giornale dei genitori avec son fils Paolo.